# たけふ新駅
たけふ新駅（たけふしんえき）は、福井県越前市府中三丁目にある、福井鉄道福武線の駅である。駅番号はF0。
本項目では、かつての接続駅であった福井鉄道南越線の福武口駅（ふくぶぐちえき）についても記述する。

## 歴史
- 1924年（大正13年）2月23日：福武電気鉄道の武生新駅（たけふしんえき）として開業[2][3][4]。
  - 1981年までは南越線の福武口駅と連絡していた。「福武口」の名は、福武線に連絡することからつけられたものである。
- 1945年（昭和20年）8月1日：福武電気鉄道が鯖浦電気鉄道と合併し福井鉄道設立、同社の福武線の駅となる[4][6]。
- 1983年（昭和58年）：現駅舎を新築。
- 2010年（平成22年）3月25日：市町村合併により所在地の武生市が廃止され、越前市となった（2005年（平成17年）10月1日）ことを踏まえ、越前武生駅に改称[2][7][8][9]。
- 2023年（令和5年）2月25日：駅名をたけふ新駅に改称[5][10][11][12]。
  - 北陸新幹線の越前たけふ駅（2024年3月16日開業[13]）と同じ読みであり混乱を招かないようにとして、越前市と福井鉄道が協議の上で駅名称変更を決めた[9][14][15]。駅名変更案には旧駅名の「武生新駅」のほかに、「福鉄たけふ駅」「福鉄えちぜん駅」「菊花たけふ駅」「越前府中駅」の合計5案を投票で選び、得票数が多かったものを駅名として変更することとしていた[16][17]。投票の結果、最も投票数が多かった「武生新駅」について福井鉄道と越前市が協議し、武生をひらがな表記にして決定した[5][10][11]。

## 駅構造

### 駅設備
3階建ての駅舎だが、待合室・改札・窓口はすべて1階にある。窓口の営業は早朝および夜間を除く各時間帯に行われる。同じビルには2011年7月から福鉄バスチケットセンターが入居している。かつて入っていた福鉄観光社は北府駅近くの福鉄バス嶺北営業所内に移転した。福井鉄道の駅では唯一、行き先案内の電光掲示板をもつ。また2013年4月26日より福井鉄道の中で唯一発車メロディが流れる駅となった。それまでは発車前に発車ベルが鳴らされていたが、福井テレビジョン放送（福井テレビ）のマスコットキャラクターである「EarEarちゃん（イヤイヤちゃん）」のダンス曲「ハッピーEarEar ダンス」をアレンジしたものに変更された。

### のりば
櫛形ホーム2面3線の発着線を持つ。列車の発着は（両面ホームの）2番線を使用することを基本としている。
| のりば | 路線                                     | 行先                         |
| ------ | ---------------------------------------- | ---------------------------- |
| 1 - 3  | - ■福武線 - （フェニックス田原町ライン） | 福井駅・田原町・鷲塚針原方面 |

付記事項
- 夜間滞泊設定駅でもある。
- 3番線の東側には留置線[20]、福井方面に向かう線路より東側に洗車機を備えた側線がある[20]。
- かつてはホームの西側から各方面のバス停に降りられる階段があった。

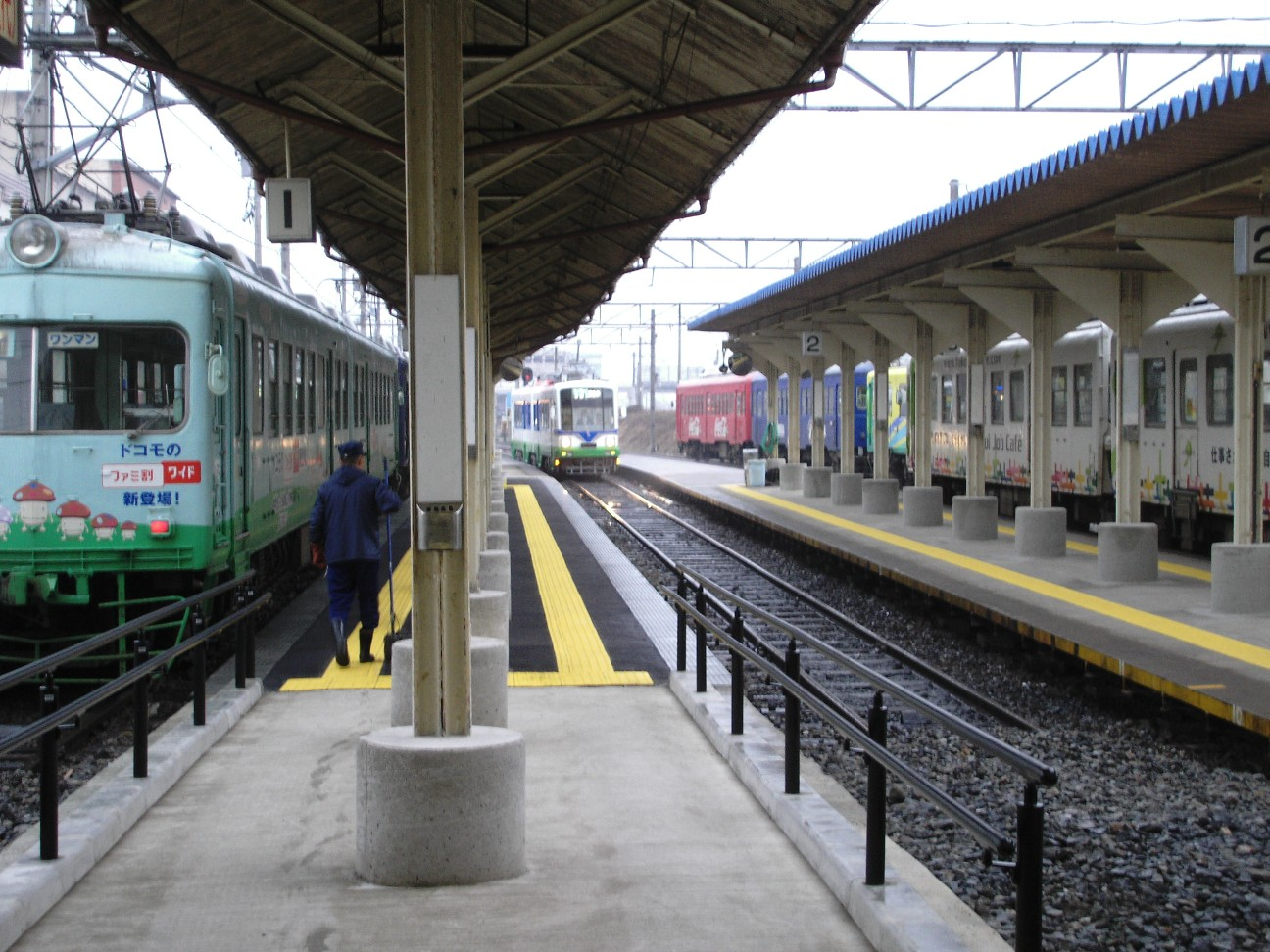
櫛形ホーム（2006年4月）

## 利用状況
- 当駅の利用状況の変遷を下表に示す[21]。
  - 輸送実績（乗車人員）の単位は人であり、年度での総計値を示す。年度間の比較に適したデータである。
  - 乗降人員調査結果は任意の1日における値（単位：人）である。調査日の天候・行事等の要因によって変動が大きいので年度間の比較には注意を要する。
  - 表中、最高値を赤色で、最高値を記録した年度以降の最低値を青色で、最高値を記録した年度以前の最低値を緑色で表記している。

| 年 度              | 当駅分輸送実績（乗車人員）：人／年度 | 当駅分輸送実績（乗車人員）：人／年度 | 当駅分輸送実績（乗車人員）：人／年度 | 当駅分輸送実績（乗車人員）：人／年度 | 乗降人員調査結果 人／日 | 乗降人員調査結果 人／日 | 特 記 事 項 |
| ------------------ | ------------------------------------ | ------------------------------------ | ------------------------------------ | ------------------------------------ | ----------------------- | ----------------------- | ----------- |
| 年 度              | 通勤定期                             | 通学定期                             | 定期外                               | 合 計                                | 調査日                  | 調査結果                | 特 記 事 項 |
| 1989年（平成元年） |                                      |                                      |                                      | 413,481                              |                         |                         |             |
| 1990年（平成2年）  |                                      |                                      |                                      | 409,972                              |                         |                         |             |
| 1991年（平成3年）  |                                      |                                      |                                      | 383,501                              |                         |                         |             |
| 1992年（平成4年）  |                                      |                                      |                                      | 358,101                              |                         |                         |             |
| 1993年（平成5年）  |                                      |                                      |                                      | 348,706                              |                         |                         |             |
| 1994年（平成6年）  |                                      |                                      |                                      | 332,234                              |                         |                         |             |
| 1995年（平成7年）  |                                      |                                      |                                      | 330,829                              |                         |                         |             |
| 1996年（平成8年）  |                                      |                                      |                                      | 297,379                              |                         |                         |             |
| 1997年（平成9年）  |                                      |                                      |                                      | 269,795                              |                         |                         |             |
| 1998年（平成10年） |                                      |                                      |                                      | 253,158                              |                         |                         |             |
| 1999年（平成11年） |                                      |                                      |                                      | 253,566                              |                         |                         |             |
| 2000年（平成12年） |                                      |                                      |                                      | 251,239                              |                         |                         |             |
| 2001年（平成13年） |                                      |                                      |                                      | 237,865                              |                         |                         |             |
| 2002年（平成14年） |                                      |                                      |                                      | 236,205                              |                         |                         |             |
| 2003年（平成15年） |                                      |                                      |                                      | 246,178                              |                         |                         |             |
| 2004年（平成16年） | 19,629                               | 78,360                               | 132,494                              | 230,483                              |                         |                         |             |
| 2005年（平成17年） |                                      |                                      |                                      | 237,696                              |                         |                         |             |
| 2006年（平成18年） |                                      |                                      |                                      |                                      |                         |                         |             |
| 2007年（平成19年） | 19,530                               | 64,290                               | 138,231                              | 222,051                              |                         |                         |             |
| 2008年（平成20年） |                                      |                                      |                                      |                                      |                         |                         |             |
| 2009年（平成21年） |                                      |                                      |                                      |                                      |                         |                         |             |

## 駅周辺
駅西口の路上は福井鉄道バスのりば、南口ロータリーにはタクシーおよび越前市市民バス「のろっさ」ののりばがある。東隣にはハピラインふくい線（旧北陸本線）の盛り土が迫り、駅前からその線路を越えて東側へは小さな地下通路しか通っていないため、自動車は南北の陸橋へ迂回しなければならない。ハピラインふくいの武生駅はアル・プラザ武生を挟んで向かい側にあり、駅舎同士は間接的にもつながっていない（両駅の距離は300 mほど）。なお、北陸新幹線の越前たけふ駅は東へ約3 km離れた所にある。
当駅の周辺施設・主要道路に関する情報は武生駅#駅周辺を参照されたい。

## バス路線
最寄りのバス停留所は、駅舎南側に位置する「たけふ新駅」バス停であり、福井鉄道の路線バスが発着する。南にあるアル・プラザ武生寄りから3番、2番、1番の順に番号が振られている。発着する路線の詳細は福井鉄道#越前市発着を参照。
| 番号 | 路線               | 行先     |
| ---- | ------------------ | -------- |
| 1    | 南越線             | シピィ   |
| 2    | 南越線             | 和紙の里 |
| 2    | 池田線             | 金山     |
| 2    | 入谷線             | 入谷     |
| 3    | 坂口・白山線       | 千合谷   |
| 3    | 武生越前海岸線     | かれい崎 |
| 3    | 王子保・河野海岸線 | 糠長島   |

## 福武口駅
福武口駅（ふくぶぐちえき）は、かつて福井県武生市（現・越前市）錦町にあった福井鉄道南越線の駅である。地下道を通じて武生新駅（現・たけふ新駅）とつながっていた。南越線の廃止により1981年（昭和56年）に廃止された。

### 駅構造
単式ホーム1面1線を有する駅だった。

### 駅跡
駅の名をとどめるものは残っていない。跡地は駐輪場として整備された。

## 隣の駅
福井鉄道
■福武線
■臨時急行
たけふ新駅 (F0) - 神明駅 (F8)
■急行・■区間急行・■普通
たけふ新駅 (F0) - 北府駅 (F1)

### かつて存在した路線
福井鉄道
南越線
社武生駅 - 福武口駅 - 北府駅